# Referendo sueco sobre a adesão à União Europeia em 1994
O Referendo sueco sobre a adesão à União Europeia em 1994 (Folkomröstningen om EU-medlemskap i Sverige 1994) foi realizado em 13 de novembro de 1994 na Suécia. O Sim à adesão da Suécia à União Europeia venceu com 52.3% dos votos.